# 列烏列烏湖
列烏列烏湖（西班牙語：Lago Lleulleu）是智利的湖泊，位於該國中部比奧比奧大區的阿勞科省，處於納韋爾武塔山脈西坡，面積40.6平方公里，海拔高度12米。